# سيرتاكونازول
سيرتاكونازول Sertaconazole عبارة عن دواء مضاد فطري من زمرة الإيميدازولات يتواجد في صورة كريم لعلاج الجلد كالإصابة بسعفة القدم.
سيرتاكونازول هو مشتق إميدازول اصطناعية، والذي يحتوي حلقة بنزوثيوفين، وهو مضاد للفطريات، مضاد للجراثيم، النشطة مضاد للالتهابات ومضاد للحكة. بالإضافة إلى قدرته على منع تخليق إرغوستيرول،

## الاستعمال الطبي
علاج الإصابة بالفطور التالية:
- Candida albicans
- Epidermophyton floccosum
- Trichophyton mentagrophytes
- Trichophyton rubrum

علاج عدوى قدم الرياضي الذي يحدث بين أصابع القدم في المرضى الذين يعانون من نظام مناعة سليم.

## آلية التأثير
له آليات متعددة، يعتبر مثبط للفطريات، وقاتل للفطريات، ومضاد بكتيريا، ومضاد التهاب، ومضاد مشعرات، ومضاد حكة.

## موانع الإستعمال
الحساسية له أو لأحد مكوناته أو لأحد الإيميدازولات.

## التحذيرات
- يستخدم للجلد فقط. إذا تطور تهيج أو حساسية فيجب أن يعالج بشكل منسب.
- تشخيص المرض يجب أن يكون مباشر بفحص مجهري لنسيج أدمة مصاب مع محلول هدروكسيد البوتاسيوم أو بوسط آخر ملائم.
- يجب أن يحذر الأطباء عند وصف الدواء لمريض يتحسس من مضادات الفطريات الايميدازولية، فقد يحدث حساسية تصالبية.[4]

## الشكل الصيدلاني
محلول أو حقن.

## ستيريوشيميستري
سيرتاكونازول يحتوي على ستيريوسنتر ويتكون من اثنين إنانتيوميرس. هذا هو راسيمات، أي خليط 1: 1 من ( R ) و ( S ) - شكل:
| إنانتيوميرس من سيرتاكونازول | إنانتيوميرس من سيرتاكونازول |
| --------------------------- | --------------------------- |
| CAS-Nummer: 583057-48-1     | CAS-Nummer: 583057-51-6     |

## وصلات خارجية
- Ertaczo prescribing information